# Matematică pură

O ilustrație a paradoxului Banach–Tarski, un rezultat faimos în matematica pură. Deși se poate demonstra matematic că este posibil să transformi o sferă în două sfere utilizând doar tăieri și rotații, transformarea implică obiecte care nu pot exista în lumea reală.

Denumirea de matematică pură face referire la matematica ce se ocupă cu studiul conceptelor abstracte. Aceasta a reprezentat o categorie distinctă de activitate matematică începând cu secolul al XIX-lea, în contradicție cu tendințele de a răspunde problemelor de navigație, astronomie, fizică, economie, inginerie etc.
Matematica pură include teoria numerelor, teoria mulțimilor, combinatorică, geometrie, etc..